# Tarzan, l'homme singe (film, 1932)
Pour les articles homonymes, voir Tarzan (homonymie) et Tarzan, l'homme singe.
Série
Tarzan et sa compagne
Pour plus de détails, voir Fiche technique et Distribution.
Tarzan, l'homme singe (Tarzan the Ape Man) est un film américain réalisé par W. S. Van Dyke d'après le roman d'Edgar Rice Burroughs (1912), sorti en 1932. C'est le premier volet de la série des douze Tarzan avec Johnny Weissmuller dans le rôle titre.

## Synopsis
James Parker et Harry Holt, deux anglais résidant au Congo tenant une boutique de fournitures pour safaris et détestant l'Afrique, décident de se lancer à la poursuite du mythique et légendaire cimetière des éléphants qui se trouverait au-delà d'une chaîne montagneuse, appelée « Barrière du Mutia », une montagneuse escarpée et très haute, un immense rocher à pic de 300 à 400 mètres de hauteur et dissimulé derrière les nuages.  
Jane Parker, la fille de James Parker, débarque au Congo, voulant s'y installer et vivre auprès de son père. Elle souhaite prendre part à leur expédition, son père refuse dans un premier temps mais finit par accepter. Le convoi se compose de James, Harry et Jane, ainsi qu'une douzaine de porteurs menés par Riano, le chef porteur. Harry est attiré par la belle Jane, qui reste indifférente à ses avances.  
Le « Mutia » est considéré par les natifs comme « djoudjou » (tabou), l'escalader ou même y porter son regard fait encourir la mort à tout « indigène » qui transgresserait la règle.   
Après moult péripéties dont la traversée d'une terre sauvage, l’escalade d'une montagne escarpée, la traversée d'une rivière infestée d'hippopotames hargneux et de crocodiles voraces, le groupe rencontre Tarzan qui enlève Jane. La « belle » et l'« homme singe » (à qui elle enseigne des rudiments de langage), finissent par tomber amoureux. Le lendemain, elle retrouve son père et l'expédition ; Tarzan la laisse reprendre sa liberté. 
L'expédition est ensuite attaquée et capturée par un groupe de chasseurs pygmées qui les emmènent dans leur village afin de les offrir en sacrifice à un gorille. Heureusement, prévenu par le courageux chimpanzé Cheeta, et aidé par un troupeau d'éléphants, Tarzan les libère. En suivant un éléphant blessé dans la bataille, les aventuriers, accompagnés de Tarzan, découvrent le précieux cimetière. Mais James Parker ne survit pas à ses blessures, laissant sa fille seule ... Harry décide alors de rentrer chez lui, et Jane choisit de rester vivre auprès de son héros. 

## Fiche technique
- Titre : Tarzan, l'homme singe
- Titre original : Tarzan the Ape Man
- Réalisation : W. S. Van Dyke, assisté de Nick Grinde (non crédité)
- Scénario : Cyril Hume d'après Edgar Rice Burroughs
- Dialogues : Ivor Novello
- Production : Bernard H. Hyman et Irving Thalberg (non crédités)
- Distribution : Metro-Goldwyn-Mayer
- Musique : George Richelavie
- Photographie : Clyde De Vinna, Harold Rosson et Charles G. Clarke (seconde équipe, non créditée)
- Montage : Tom Held et Ben Lewis
- Direction artistique : Cedric Gibbons
- Costumes : Inconnu
- Pays de production : États-Unis
- Langue : anglais
- Format : Noir et blanc - Son : Mono (Western Electric Sound System)
- Lieu de tournage :  Los Angeles et Extérieurs à Alger (Jardin d'essai du Hamma)
- Genre : Action, aventure
- Durée : 100 minutes
- Dates de sortie : 
  - États-Unis : 2 avril 1932
  - France : 19 août 1932[1]
- Affiche : Joseph Koutachy (France)

## Distribution
- Johnny Weissmuller : Tarzan
- Maureen O'Sullivan : Jane Parker
- C. Aubrey Smith : James Parker
- Neil Hamilton : Harry Holt
- Doris Lloyd : Mrs. Cutten
- Forrester Harvey : Beamish
- Ivory Williams : Riano
- Ray Corrigan : Le gorille carnassier
- Johnny Eck : Le drôle d'oiseau

## Version française
Le film a été doublé en France en 1932 puis redoublé vers 1975, car le doublage de 1932 était considéré comme démodé, trop théâtral, et pas assez moderne pour le public à partir des années 1970 . Aussi, le son était jugé trop Mono.  

### 1erdoublage (1932)
- Tarzan / Johnny Weissmuller : Jean Guillet ou Charles Moulin (incertain)
- Jane / Maureen O'Sullivan : Colette Broïdo (incertain)
- James Parker / C. Aubray Smith : Henry Valbel

### 2edoublage (1975)
- Tarzan / Johnny Weissmuller : Jean Roche
- Jane / Maureen O'Sullivan : Monique Thierry
- Harry Holt / Neil Hamilton : Jean-Claude Balard
- James Parker / C. Aubray Smith : Yves Brainville
- Mrs. Cutten / Doris Lloyd : Paula Dehelly
- Beamish / Forrester Harvey : Georges Aubert
- Riano / Ivory Williams : Georges Atlas

## Autour du film
- Tarzan, l'homme singe est la neuvième aventure de Tarzan au cinéma et la première parlante.

- Edgar Rice Burroughs a donné aux studios les droits de ses personnages mais pas des romans, alors les scénaristes, s'inspirant des personnages, ont inventé leur propres histoires en adaptant le mythe de Tarzan selon leur imagination et d'improbables canons cinématographiques (les producteurs voulaient notamment que Weissmuller soit entièrement imberbe, bien que cela constitue une incohérence due au fait qu'il a été élevé par des singes).

- Johnny Weissmuller est le sixième acteur à tenir le rôle de Tarzan au cinéma et demeure le plus célèbre interprète de Tarzan[3],[4].

- Tarzan, l'homme singe est le premier Tarzan avec Johnny Weissmuller et Maureen O'Sullivan et la guenon chimpanzé Cheeta (et l'inventeur qui le créa, Jigg)[pas clair], « personnage » créé pour ce film[5], qui n'apparaît pas dans les romans de Burroughs (Cheeta dans les romans originaux, désigne une panthère dans la langue grand-singe parlée par Tarzan[6]. Dans les romans, le héros de Burroughs est parfois accompagné d'un petit singe nommé N'Kima[7]).

- Tarzan, l'homme singe est le premier du genre où l'on peut entendre le cri si caractéristique de Tarzan[8]. Il aurait été créé par le technicien du son Douglas Shearer grâce à l'utilisation d'effets audio spéciaux comprenant un yodel autrichien joué à l'envers et en accéléré. Weissmuller lui-même a toujours prétendu avoir inventé le cri de Tarzan lors d'un concours de yodels pendant son enfance. Plus tard, il sut le reproduire tellement parfaitement que les gens pensaient que c'était véritablement lui que l'on entendait dans les films.

- Ce film est le premier d'une série de six films mettant en scène Johnny Weissmuller et Maureen O'Sullivan ; le second volet s'intitule Tarzan et sa compagne. Johnny Weissmuller aurait tenté de séduire Maureen O'Sullivan, laquelle aurait repoussé ses avances, ce qui affecta quelque peu leurs relations lors du tournage (et ceux qui suivirent[9]).

- L’imposant dragonnier où Tarzan pousse son célèbre cri avant de sauver Jane existe encore aujourd’hui, au Jardin d'essai du Hamma (Alger) [10].

- Dans la scène où Jane et ses compagnons sont livrés à un gorille géant par les Pygmées, le gorille est incarné par Ray Corrigan, qui jouera d'autres rôles de grands singes, notamment dans Nabonga (1944) et Killer Ape (1953).

- Les Pygmées du film sont des acteurs nains blancs recouverts de peinture noire.
- En France, ce film fut l'un des tout premiers films étrangers diffusés à la télévision Française (ORTF), à partir de 1949, et puis, régulièrement, les années après, avec les onze autres films de la saga Tarzan avec Johnny Weissmuller. Ce nombre sera ramené à trois, à partir de 1975, et après 1988, les diffusions des films de la saga Tarzan avec Weissmuller seront plus rares, le premier volet de la saga étant le plus diffusé.

## Suites
- 1934 : Tarzan et sa compagne (Tarzan and his mate) de Jack Conway, Cedric Gibbons avec Johnny Weissmuller, Maureen O'Sullivan, Cheeta.
- 1936 : Tarzan s'évade (Tarzan Escapes) de Richard Thorpe avec Johnny Weissmuller, Maureen O'Sullivan
- 1939 : Tarzan trouve un fils (Tarzan finds a son) de Richard Thorpe avec Johnny Weissmuller, Maureen O'Sullivan
- 1941 : Le Trésor de Tarzan (Tarzan's secret treasure) de Richard Thorpe avec Johnny Weissmuller, Maureen O'Sullivan
- 1942 : Les Aventures de Tarzan à New York (Tarzan's New York Adventure) de Richard Thorpe avec Johnny Weissmuller, Maureen O'Sullivan
- 1943 : Le Triomphe de Tarzan (Tarzan Triumphs) de Wilhelm Thiele avec Johnny Weissmuller, Johnny Sheffield
- 1943 : Le Mystère de Tarzan (Tarzan's Desert Mystery) de Wilhelm Thiele avec Johnny Weissmuller, Johnny Sheffield
- 1945 : Tarzan et les Amazones (Tarzan and the Amazons) de Kurt Neumann avec Johnny Weissmuller, Brenda Joyce
- 1946 : Tarzan et la Femme léopard (Tarzan and the Leopard Woman) de Kurt Neumann avec Johnny Weissmuller, Brenda Joyce
- 1947 : Tarzan et la Chasseresse (Tarzan and the Huntress) de Kurt Neumann avec Johnny Weissmuller, Brenda Joyce
- 1948 : Tarzan et les Sirènes (Tarzan and the Mermaids) de Robert Florey avec Johnny Weissmuller, Brenda Joyce

## Produits dérivés (France)
DVD
- Tarzan - Coffret 12 Films. Édition Limitée Fnac, Date de Sortie : 16 octobre 2012.